# Vada (Rosignano Marittimo)
Vada è una frazione del comune italiano di Rosignano Marittimo, nella provincia di Livorno, in Toscana.
L'abitato, facente parte della Val di Cecina, è situato lungo la costa toscana del Mar Ligure. In località Pietra Bianca, tra l'abitato e Rosignano Solvay, si trovano le Spiagge Bianche, dovute agli scarichi della locale industria Solvay.

## Storia
I primi insediamenti risalgono all'epoca etrusco-romana, con il nome di Vada Volaterrana, lungo la SP 39 della provincia di Livorno, strada Vecchia Aurelia. Sulla piazza centrale del paese è infatti osservabile la pietra chilometrica riportante il 287° chilometro dal Campidoglio di Roma. Con molta probabilità all'epoca, il sito, oltre a disporre di un porto protetto da due secche - da cui il toponimo Vada - fungeva come stazione di posta e cambio dei cavalli. 
Sulle origini del paese Emanuele Repetti, nel suo Dizionario Geografico Fisico Storico della Toscana (Firenze, 1843), alla voce "Vada", riporta: "Questo porto celebrato da Cicerone, da Plinio e da Rutilio Namaziano appellavasi fino d'allora Vada, forse a cagione della sua posizione palustre, e Vada Volaterrana, per la ragione che nei tempi della repubblica romana doveva essere compreso nel contado volterrano, il quale probabilmente estendevasi da questo alto sino al fiumicello che porta tuttora il nome di Fine".
A testimonianza delle radici etrusche e romane, nel libro Itinerari etruschi, di V. Melani e F. Nicosia (Pistoia, 1971) a pag. 84 si afferma che: "Nel 1884, scavando per le fondazioni di una casa, presso la chiesa del paese, si trovarono avanzi di abitazioni con mosaici e decorazioni marmoree, monete e un'iscrizione funeraria latina che fece datare i reperti al III sec. a.C." Si riporta nel medesimo volume anche testimonianza della struttura termale rinvenuta nel podere San Gaetano, oggi ormai trascurata e in stato di completo abbandono: "Nel podere di San Gaetano, in località Saracine si trovano i resti di alcune terme da cui si estrassero alcune monete e una statua mutilata". Molti dei reperti qui rinvenuti sono stati portati al Museo civico archeologico di Rosignano Marittimo (LI). 
I documenti medioevali vi attestano la presenza di una chiesa, intitolata ai Santi Giovanni e Paolo (780), successivamente elevata a pieve. Non distante da questa sorgeva la badia di San Felice, tenuta, nel 1255, dalle domenicane.
Nel 1125 i Pisani fortificarono il suo porto e nel 1406 passò ai Fiorentini. Nella seconda metà del XV secolo il borgo fu raso al suolo dai Napoletani.
Al giorno d'oggi l'abitato si trova per buona parte su terreni "strappati" alle paludi. Alcune aree del centro abitato sono tutt'oggi sotto il livello del mare. Fu infatti grandiosa l'opera dei Lorena che resero abitabili e coltivabili le zone costiere nell'Ottocento, liberando con le bonifiche le popolazioni dal flagello della malaria e dalle acque palustri. Con l'impianto della pineta che corre parallela alla costa, gli ingegneri forestali del tempo riuscirono a proteggere i campi coltivati dai forti e salmastri venti del mare, permettendo così all'agricoltura locale un primo periodo di espansione. 
Ancor oggi è visitabile presso La Mazzanta in località Molino a Fuoco, l'ingegnoso "Ferro di Cavallo", un sistema di canali di deflusso delle acque che, a seconda delle maree e delle piogge, venivano regolati con delle apposite paratìe in legno e in muratura dagli operai del Granducato toscano. Successivamente, dopo l'unificazione d'Italia, all'avvento dell'epoca fascista il governo diede ordine di migliorare i servizi di bonifica presenti, elettrificando con pompe idrovore ciò che precedentemente l'uomo faceva manualmente con le succitate paratìe.
Durante la seconda guerra mondiale, ai primi di aprile 1944, il bombardamento del treno alla stazione ferroviaria di Vada da parte di aerei alleati impedì fortunosamente che da lì i bambini dell'orfanotrofio ebraico di Livorno fossero deportati verso i campi di sterminio. Prontamente assistiti dal parroco di Vada, don Antonio Vellutini, che li fece accogliere per qualche giorno presso famiglie locali, i bambini - dopo un breve soggiorno a Ardenza - poterono tornare alla loro casa a Sassetta, dove rimasero fino alla Liberazione.
Vada, notevolmente sviluppatasi nel dopoguerra, oggi è un centro essenzialmente turistico, la cui fama è legata alla balneabilità dell'acqua, ripetutamente certificata negli anni presenti dalla massima qualifica italiana, la "Bandiera Blu".

## Monumenti e luoghi d'interesse

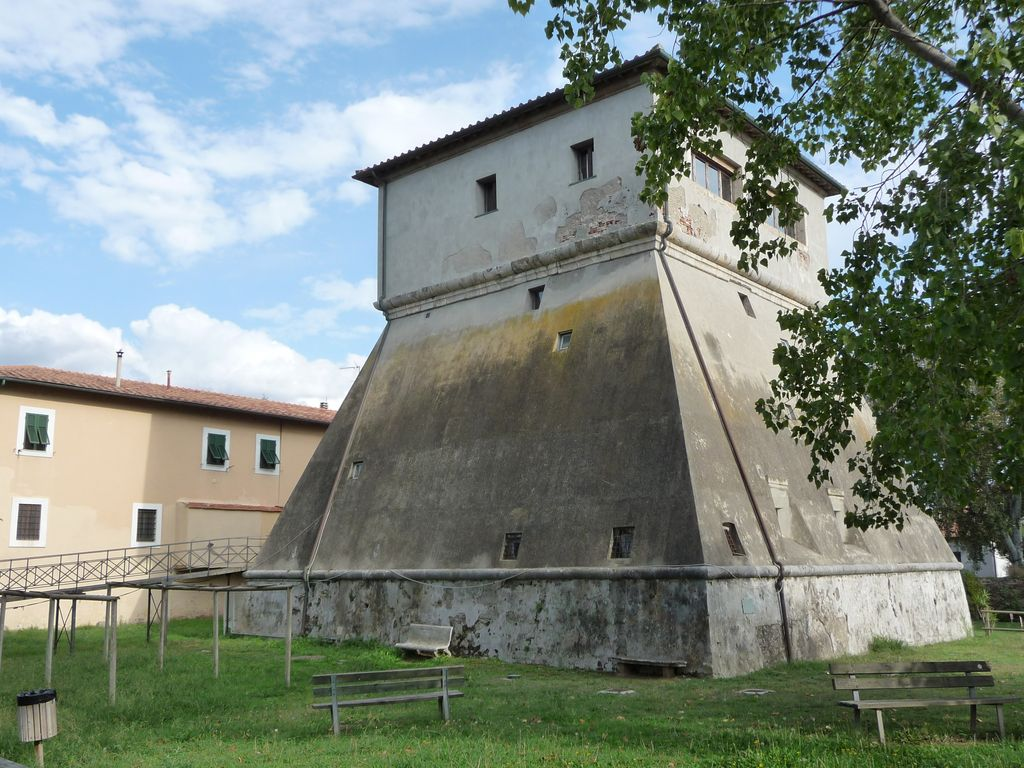
Il vecchio faro

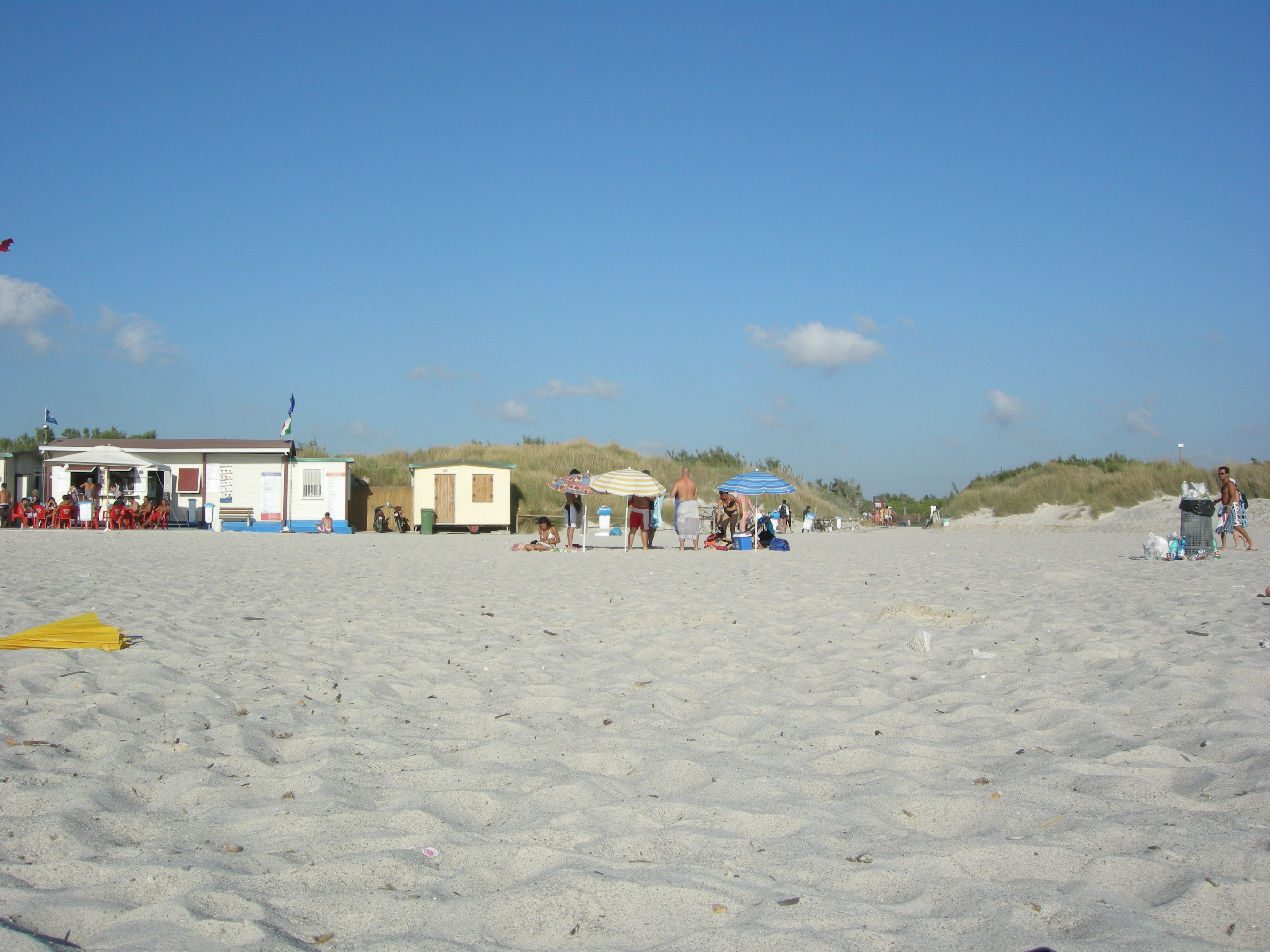
Spiagge Bianche

### Monumenti
Alle spalle del porto c'è la torre di Vada che nel corso degli anni ha avuto diverse funzioni: tra il 1867 e il 1979 ha ospitato il faro di Vada, oltre ad essere stata adibita anche a casa di reclusione e per alcuni anni a centro per le esposizioni di mostre temporanee.
Alcune miglia nautiche al largo della costa vi è il famoso faro di Vada, che eretto su scogli emergenti dai bassi fondali (le secche di Vada), segnala alle imbarcazioni la pericolosità del tratto di navigazione.
Al centro del paese sorge l'ottocentesca chiesa di San Leopoldo Re, caratterizzata da uno svettante campanile posto in corrispondenza dell'abside. Nei pressi si trovano il cosiddetto "Palazzo del Diavolo" e il "Palazzo Ducale", dove pernottava il granduca nei suoi soggiorni a Vada.
In località il Casone di Vada (o "I due Casoni") si trova una villa settecentesca appartenente alla famiglia Tardy, che diede un grosso contributo alla bonifica delle paludi; incorporata c'è la cappella di famiglia intitolata a San Ranieri. Il casone di Vada è un caratteristico borgo agricolo; degno di nota è la cisterna per la raccolta dell'acqua piovana del Settecento, non più funzionante ma perfettamente restaurata e conservata.

### Spiagge Bianche
Le spiagge sono note per il colore bianco della sabbia che ricorda le spiagge tropicali. Il fenomeno è dovuto agli scarichi della locale industria Solvay che, nel corso di anni di lavorazione di materiali calcarei, hanno prodotto questa particolare colorazione. Sempre alle Spiagge Bianche vi è la foce del fiume Fine che dopo un corso di 22 chilometri si getta con un estuario nel Mar Ligure.
Secondo il programma delle Nazioni Unite per l'ambiente, il tratto costiero di Vada è una delle quindici spiagge più inquinate d'Italia.

### Bunker
Lungo la costa del posto e dislocati in altre zone sono ritrovabili diversi "bunker", buche-trincee fortificate della seconda guerra mondiale. Alcuni di questi oramai si trovano oltre costa, a una decina di metri dalla riva contornati dalle acque marine. Questo non perché vennero edificati "nel mezzo dell'acqua", bensì in quanto l'erosione della costa negli anni li ha allontanati dalla terraferma. Essi sono pertanto testimoni di come l'opera dell'uomo nei decenni riesca a modificare addirittura le morfologie delle coste.

## Sport
La squadra di calcio del paese è l'Associazione Sportiva Dilettantistica Vada, che nella stagione 2015-2016 milita nel campionato di Seconda Categoria. Fondata nel 1963, il colore sociale è il granata e il settore giovanile è affiliato alla Fiorentina. Importante è anche l'Associazione Sportiva Dilettantistica Vada Pattinaggio, creata negli anni '90, la quale conta numerosi atleti e altrettanti successi a livello nazionale e internazionale.